# 仁順王后
仁順王后 沈氏（じんじゅんおうこう しんし、インスンワンフ シムシ、1532年6月27日 - 1575年2月12日）は、李氏朝鮮の王族女性。第13代国王 明宗の正室。本貫は青松。諡号は宣烈懿聖仁順王后。

## 生涯
沈鋼の娘として誕生する。生家の青松沈氏は、第4代国王世宗の王妃昭憲王后を輩出した家柄であった。
1544年、当時に王子の身分であり慶源大君に封じられていた明宗と婚姻する。1545年に明宗の異母兄である第12代国王仁宗が後嗣なく死去すると、夫が王位継承者に選ばれて即位した。それと同時に王妃に冊封。
1551年、順懐世子を出産する。しかし世子は1563年に早世し、更に1567年に明宗まで亡くなってしまう。彼女の実子は順懐世子のみであり、また明宗には側室が数人いたが、彼女達との間に子供はいなかった。その為、傍系から河城君（第11代中宗の庶孫で明宗の甥）が養子に入り、第14代国王宣祖として即位した。宣祖が年若かった為、垂簾聴政を1年間行った。1569年、尊号を受け懿聖王大妃と称された。
1575年、昌慶宮通明殿で死去。享年44。陵墓は江陵（カンヌン）であり、夫の明宗と共に眠っている。